# El Nuevo Día
El Nuevo Día  é o jornal de maior circulação em Porto Rico. Foi fundada em 1909 em Ponce, Porto Rico, e hoje é uma subsidiária da GFR Media. Sua sede está em Guaynabo, Porto Rico.